# Leucoma dicella
Leucoma dicella är en fjärilsart som beskrevs av Collenette 1960. Leucoma dicella ingår i släktet Leucoma och familjen tofsspinnare. Inga underarter finns listade i Catalogue of Life.